# Andrea da Bari
Andrea da Bari (Bari, XII secolo – XIII secolo) è stato un giurista italiano.
Fu redattore, insieme a Sparano, del codice delle Consuetudini di Bari (1200), ispirato al diritto longobardo e bizantino più che a quello romano.
A lui è dedicata una strada nel borgo Murattiano della città pugliese.